# Tāne Mahuta
Tāne Mahuta je gigantický exemplář damaroně jižní, který roste v lese Waipoua v regionu Northland na Novém Zélandu. Je největším známým zástupcem druhu.

## Pojmenování
Pojmenování darmoně vzniklo složením jména Tāne, což je jméno maorského boha lesa a ptáků, a výrazu „mahuta“, který v maorštině znamená „vystoupit“ [na oblohu] či „přistát“ [na zem]. Strom je nazýván také „Bůh lesa“ či „Pán lesa“.

## Charakteristika
Darmoň Tāne Mahuta je stará okolo dvou tisíc let. Poprvé byla zaznamenána evropskými kolonisty ve 20. letech 20. století při stavbě dálnice SH 12. V roce 2009 vytvořila symbolické partnerství s japonským cedrem Džómon-sugi (Jomon Sugi) z ostrova Jakušimy, jehož stáří se odhaduje na pět tisíc let.
Rozměry stromu zachycuje následující tabulka:
| obvod kmene   | 13,77 m  |
| výška kmene   | 17,68 m  |
| celková výška | 51,2 m   |
| objem kmene   | 244,5 m³ |

## Poloha
Tāne Mahuta roste v lese Waipoua, který leží nedaleko západního pobřeží ve středním Northlandu. Strom je přístupný veřejnosti, vede k němu 166 m dlouhá turistická stezka, která je upravena i pro potřeby vozíčkářů.

## Ochrana
V roce 2018 podniklo Ministerstvo památkové péče Nového Zélandu kroky k ochraně stromu, protože je ohrožen invazivní řasovkou Phytophthora agathidicida. Ta infikovala domaroň, která roste pouhých 60 metrů od Tāne Mahuta. Infekce řasovkou přitom většinou končí úhynem stromu. Turisté si musí před vstupem na stezku dezinfikovat podrážky bot, aby invazivní řasovku nešířili.

### Literaura
- MOORFIELD, John C. Te Aka: Māori–English English–Māori Dictionary and Index. Rosedale (N. Z.): Pearson Longman, 2009. 357 s. ISBN 9780582548367.